# ГЕС-ГАЕС Фос-Туа
ГЕС-ГАЕС Фос-Туа (порт. barragem de Foz Tua) — гідроелектростанція на півночі Португалії на річці Туа, яка починається на території Іспанії та є правою притокою Дору (найбільша за водозбірним басейном річка на північному заході Піренейського півострова, що впадає в Атлантичний океан біля Порту).
Спорудження станції, введення якої в експлуатацію очікується у 2017 році, зумовлене потребою розширення балансуючих потужностей в умовах розвитку відновлюваної енергетики. Для її роботи річку за 1,1 км від впадіння в Дору перекрили бетонною арковою греблею висотою 108 метрів, довжиною 275 метрів та товщиною від 5 до 32 метрів, на спорудження якої було потрібно 317 тис. м3 матеріалу. Вона утворила водосховище, витягнуте по долині річки на 27 км, із площею поверхні 4,2 км2, об'ємом 106 млн м3 та припустимим коливанням рівня між позначками 162 та 170 метрів НРМ.
Машинний зал споруджено неподалік від греблі у підземному виконанні. Він буде обладнаний двома оборотними турбінами типу Френсіс номінальною потужністю 131,3 МВт у турбінному та 126,2 МВт у насосному режимах (при напорі/висоті підйому 93,6 та 97,2 метра відповідно). Максимальні значення цих показників становитимуть 136,9 МВт у турбінному та 131,8 МВт у насосному режимах.
За проєктом станція повинна виробляти 660 млн кВт·год електроенергії на рік, в тому числі 275 млн кВт·год за рахунок природного припливу.
Вартість проєкту становить 0,4 млрд євро.